# Compsoptera yaminaria
Compsoptera yaminaria är en fjärilsart som beskrevs av Charles Oberthür 1881. Compsoptera yaminaria ingår i släktet Compsoptera och familjen mätare. Inga underarter finns listade i Catalogue of Life.